# Velež
Velež je hora v Bosně a Hercegovině ležící v blízkosti Mostaru. Hřeben je dlouhý 13 kilometrů a nejvyššími vrcholy jsou Botin (1969 m n. m.), Guvnine (1897 m n. m.) a Vlačuge (1754 m n. m.). Na severní straně lze nalézt stopy zalednění, většina povrchu je pokryta vápencem, jen na nemnoha místech pastvinami a lesy. V izolovaném horském údolí se zde nachází město Nevesinje, v blízkosti pramene Buny vesnice Blagaj a bezprostředně pod vrcholem hory vesnice Podvelež.

## Název
Název hory pochází od jména slovanského boha Velese. Podle hory Velež se naopak jmenuje fotbalový klub FK Velež Mostar.

## Galerie

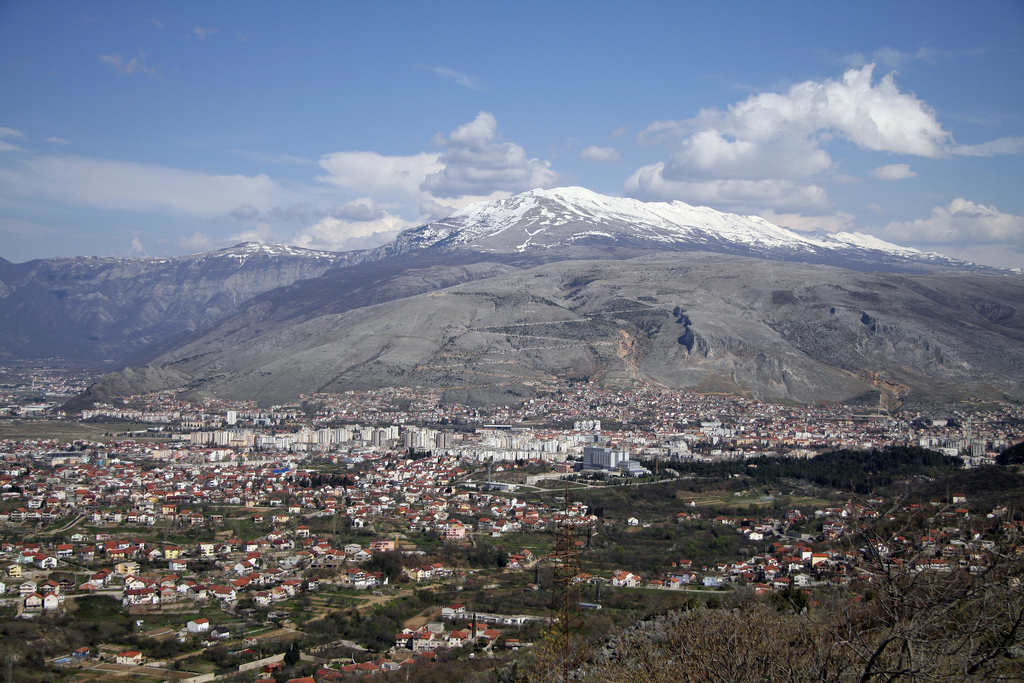
Mostar a Velež
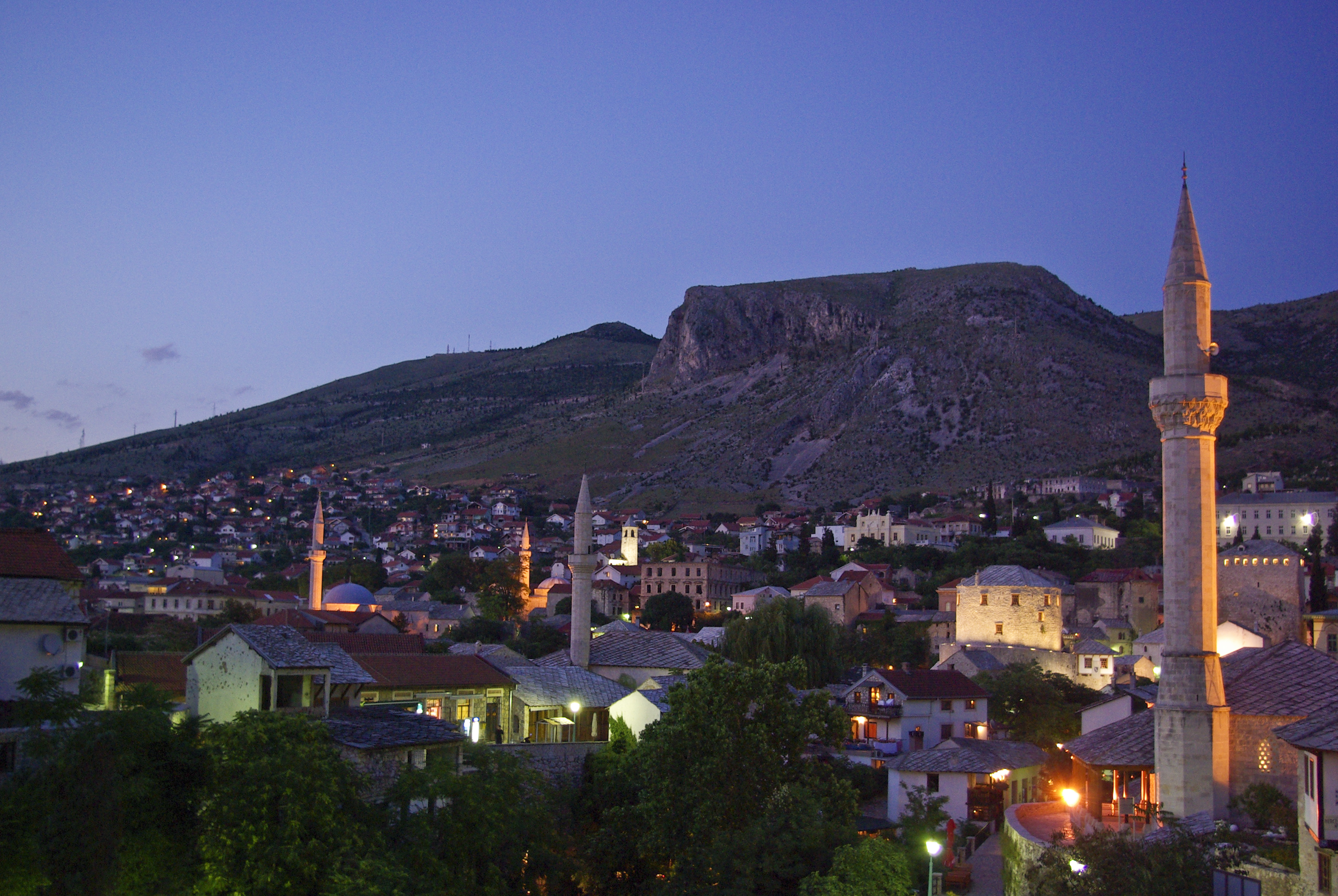
Velež z Mostaru v noci
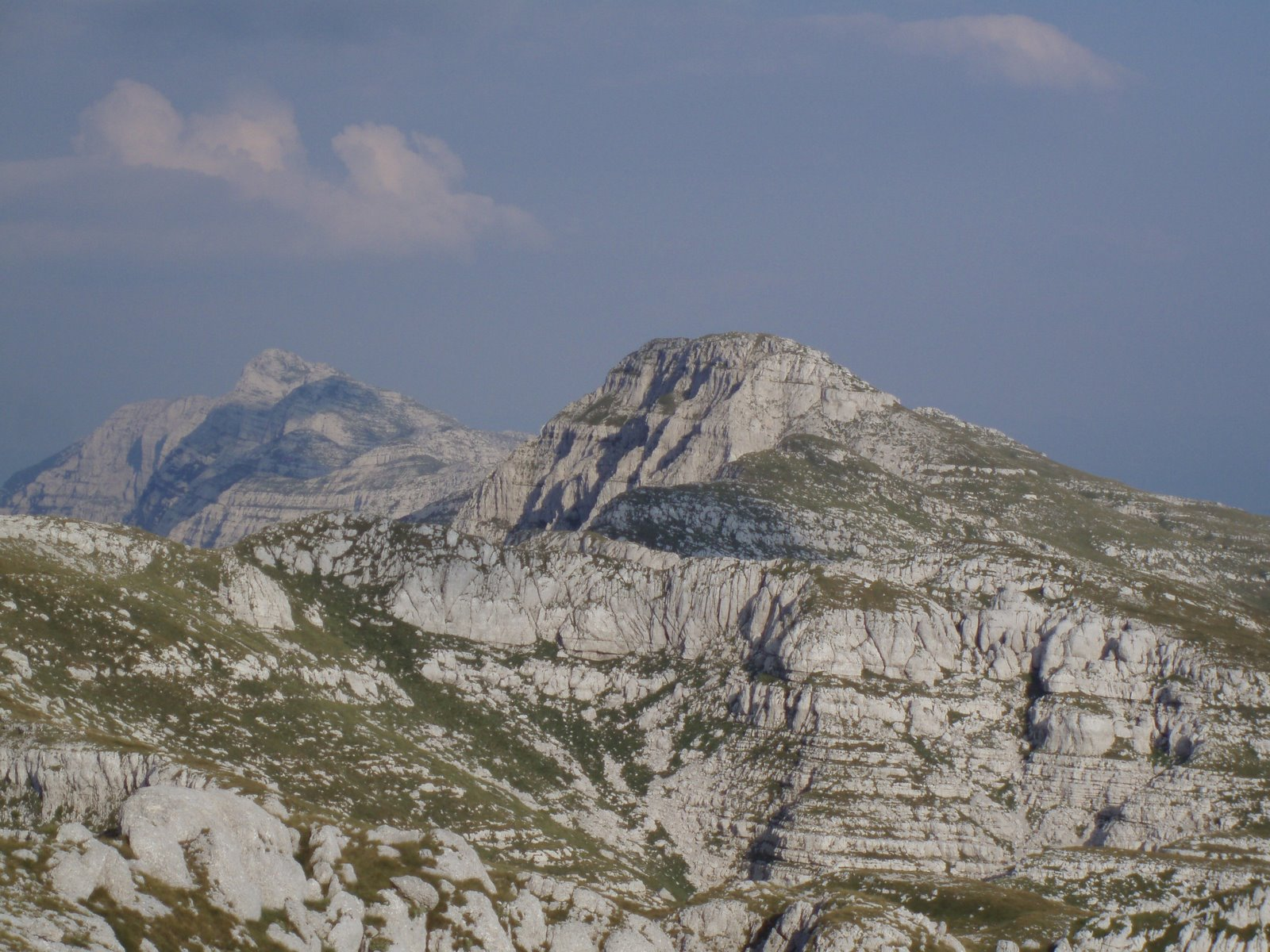
Strmý východní svah
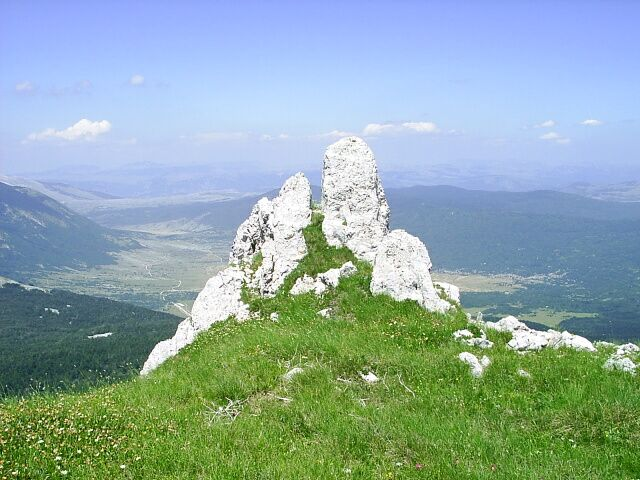
Skalka na Veleži